# Casa Senyorial de Dzelzava
La Casa Senyorial de Dzelzava (en letó: Dzelzavas muižas pils) és una mansió a la regió històrica de Vidzeme, al Municipi de Madona del nord de Letònia.

## Història
Va ser construït en estil barroc i es va acabar el 1767. Fet malbé per un incendi el 1905, va ser completament restaurat al seu aspecte original el 1908 sota la direcció de l'arquitecte Vilhelms Bokslafs. L'edifici actualment allotja l'escola primària Dzelzava.